# Фатима (Баия)
Фатима (порт. Fátima)  —  муниципалитет в Бразилии, входит в штат Баия. Составная часть мезорегиона Северо-восток штата Баия. Входит в экономико-статистический  микрорегион Рибейра-ду-Помбал. Население составляет 18 747 человек на 2006 год. Занимает площадь 356,278 км². Плотность населения — 52,6 чел./км².
Праздник города — 1 апреля.

## Статистика
- Валовой внутренний продукт на 2003 год составляет 34 819 784,00 реалов (данные: Бразильский институт географии и статистики).
- Валовой внутренний продукт на душу населения на 2003 год составляет 1877,99 реалов (данные: Бразильский институт географии и статистики).
- Индекс развития человеческого потенциала на 2000 год составляет 0,554 (данные: Программа развития ООН).